# Sportitalia
Sportitalia es un canal de televisión italiano dedicado al deporte, disponible en Italia a nivel nacional en la televisión digital terrestre, ocupando los canales 60 y 153, y en la televisión por satélite, únicamente a través de la plataforma Sky Italia, en el canal 225.

## Historia
Los orígenes de la canal se originan después de la decisión de la "Autorità Garante della concorrenza e del mercato ", un organismo italiano que comprueba las posiciones de privilegios en favor de una empresa, para subordinar la creación de Sky Italia a la transferencia de las frecuencias de los dos analógicos canales codificados poseídos por Tele + , Tele + Bianco y Tele + Nero.
El financiero tunecino Tarak Ben Ammar compró las frecuencias en colaboración con el canal de satélite Eurosport . Las frecuencias se convirtieron en propiedad en un 51% del Holland Coordinator and Service Bv, empresa de Tarak Ben Ammar, y un 49% del Grupo TF1, el principal canal de televisión francés comercial, que también es propietaria de Eurosport. Posteriormente, en 2004 Tarak Ben Ammar presionó con éxito al entonces ministro de Comunicaciones italiano Maurizio Gasparri de un decreto que le permite convertir las concesiones de la televisión encriptado a la televisión en abierto: aquí, entonces, Sportitalia.
Vista la excelente recepción durante los primeros 18 meses del canal, se crearon otros dos canales en la TDT: Sportitalia Live 24, con noticias deportivas las 24 horas del día, y Sportitalia Solo Calcio, un canal dedicado sólo al fútbol (ambos canales transmiten algunos partidos de la Serie B, la segunda división italiana, en exclusiva, gratis en la TDT). Sportitalia Solo Calcio terminó sus transmisiones a finales de 2006 y Sportitalia live 24 se convirtió en Sportitalia 2 en el año 2009.
El 6 de enero de 2006 Sportitalia comenzó a emitir a través de la plataforma de televisión por satélite Sky Italia y el 16 de mayo de 2006 finalizaron sus transmisiones analógicas.
Entre la 1 y las 7 de la madrugada, Sportitalia transmite cada noche de forma simultánea la emisión de NBA TV.
Sportitalia 1, a lo largo de los ingenios sus canales hermanos, salió del aire el 1 de noviembre de 2013 a las 00:00 TMEC; se reanudaron las emisiones como un solo canal (LCN 60, 153) con el nombre original Sportitalia el 2 de junio de 2014 20:00 TMEC.

## Eventos
- Campeonato de primavera
- Italiana Copa de Primavera
- Supercoppa Primavera
- Superliga Argentina
- Brasileirao
- Trofeo Gamper 2016
- amistosos de verano de algunos equipos de la Serie A (Udinese, Fiorentina)

## Programas
- SI Noticias
- Fútbol en vivo
- Fútbol de espera
- fútbol especial
- Usted sabe cuál es?
- Los motores del SI
- B-Lab
- historias
- eliminar
- ACI Sport Magazine
- Es peor que yo
- Carrera en la televisión
- Footbrasil
- televenta
- el Equipo
- Fútbol € Mercado
- Esta noche de fútbol
- Hoy en día el fútbol
- Fin de semana de fútbol
- IPED
- Red Carpet
- Vox Populi
- Serie especial B